# Bannockburn
Bannockburn je vas južno od mesta Stirling na Škotskem. Imenovana je po potoku Bannock Burn, ki teče skozi vas, preden se izlije v River Forth. 
Močvirna zemlja, ki obkroža vas, je bila prizorišče bitke pri Bannockburnu leta 1314, ene od ključnih bitk 13./14. stoletja za neodvisnost Škotske in Anglije. Blizu kraja dogodka stoji danes velik spomenik in spominski center.